# شيرلي بيل كول
شيرلي بيل كول (بالإنجليزية: Shirley Bell Cole)‏ هي ممثلة أمريكية، ولدت في 21 فبراير 1920، وتوفيت في 12 يناير 2010.